# Katastrofa górnicza w szybie Złoty Osioł
Katastrofa w szybie Złoty Osioł – hipotetyczna katastrofa górnicza w Złotym Stoku mająca mieć miejsce w 1565 r. w szybie Złoty Osioł (niem. Golden Esel) kopalni złota. Byłaby to największa katastrofa w historii miasta oraz największa odnotowana katastrofa górnicza na obecnym terytorium Polski do 1896 r. 

## Tło historyczne
W pierwszej połowie XVI wieku wydobycie złota w okolicy Złotego Stoku było w rozkwicie funkcjonowało około 190 kopalń i kilkanaście hut. Pracować tu mogło nawet 2000 górników. Jedna z ówczesnych złotostockich kopalń znajdowała się na zboczu góry Haniak w Kłodzkim Wąwozie i nosiła nazwę Golden Esel (Złoty Osioł), a eksploatowała złoże złota o tej samej nazwie należące do rodziny Fuggerów. Tę samą nazwę nosił główny szyb wydobywczy kopalni. Na mapie rejonu z 1776 r. zaznaczone są dwa szyby kopalni – jeden opisany jako nieczynny, zawalony szyb Złoty Osioł i drugi z adnotacją, że jest to nowy, czynny szyb Osioł. Według innej mapy, z roku 1823, odległość między szybami wynosiła niespełna 80 m, szyb Stary Osioł miał mieć głębokość trochę ponad 60 m, a kończył się w Sztolni Górnej, poniżej której była jeszcze sztolnia odwadniająca Emanuel – obie zachowane do dziś. Od XIX w., w niektórych publikacjach podawano zwięzłą informację, że stary szyb Złoty Osioł przestał działać w wyniku nagłego zawalenia się. W katastrofie miało zginąć kilkudziesięciu górników, przy czym autorzy podawali różną liczbę ofiar. 

## Dane o katastrofie szybu
Z badań literaturowych K. Krzyżanowskiego wynika, że najstarsza informacja o dużej katastrofie górniczej w XVI w., w rejonie obszaru wydobywczego Złoty Osioł pochodzi z książki Johanna Gottlieba Volkeltsa wydanej w 1775 pod tytułem Nachrichten von Schlesischen Bergwerken. Autor ów powołuje się tam na publikowane informacje z 1720 r. Georga Antona Volkmanna, wg których w 1715 r. powstał na Górze Złotego Osła nowy szyb, w miejsce starego, który 150 lat wcześniej zawalił się, powodując śmierć 90 górników. Brak jest nazwy szybu i daty wydarzenia. Na Volkeltsa powołał się w swej kronice Złotego Stoku z 1816 r. Carl Benjamin Heintze, ale wskazał że katastrofa dotyczyła szybu Złoty Osioł i podał datę 1565 (błędnie przypisując te informacje także Volkeltsowi). Te same informacje podał później przewodnik turystyczny po Złotym Stoku (1882, 1893) Augusta Ubera, przy czym Krzyżanowski sugeruje, na podstawie identyczności nawet drobnych informacji w obu dziełach, że Uber bazował na Heintzem. Jedyną różnicą jest liczba zabitych, gdyż Uber podwyższył ją do 99, nie wskazując źródła zmiany. Z kolei Codex Diplomaticus Silesiae (red. K. Wutke) z 1901 wzmiankował, z powołaniem na Ubera, te same dane, ale przypisał Uberowi podanie 59 ofiar wypadku. Na informacje z Codex powołują się zaś powojenni polscy autorzy, zamieszczający opis katastrofy.
K. Krzyżanowski w swej analizie zwraca uwagę na brak pewności nie tylko co do liczby ofiar, ale i tego, czy katastrofa w ogóle się wydarzyła. Informacje o niej występują bowiem w licznych publikacjach, ale są wtórne, powtarzając dane ze starszych prac, w tym o charakterze nienaukowym, w których brak odniesień do dokumentów archiwalnych z XVI w. dotyczących wydarzenia. Co więcej Krzyżanowski wskazuje, że szereg niemieckich publikacji naukowych z XIX w. dotyczących historii Złotego Stoku i tamtejszego górnictwa w ogóle o takiej katastrofie nie wspomina, mimo szczegółowego omawiania wydarzeń i dokumentów z tej epoki. W okresie powojennym informację o zawaleniu się szybu Złoty Osioł i licznych ofiarach podawały również naukowe artykuły, m.in. Kaźmierczak i in. (2019) oprócz przytoczenia danych znanych już z Codex napisali, że do katastrofy doszło w wyniku wielu zaniedbań technicznych wywołanych chęcią maksymalizacji zysku przez właścicieli, ponadto że na dnie szybu znaleziono dwie kości ludzkie, wg autorów być może będące resztkami ofiar wypadku. Z kolei Mikoś i Chmura (1999) podają przypuszczenia, że do śmierci górników doszło w efekcie zawalenia się niezabezpieczonej komory eksploatacyjnej w pobliżu szybu Złoty Osioł.

## Podawane skutki katastrofy
W literaturze naukowej występuje pogląd, że skutkiem katastrofy Złotego Osła było długotrwałe załamanie górnictwa i hutnictwa w Złotym Stoku, a także rezygnacja rodziny Fuggerów z inwestowania w wydobycie złota. Z kolei Krzyżanowski negował kluczowemu znaczeniu wypadku na regres górnictwa, podając za publikacjami naukowymi opartymi na dokumentach z XVI w., iż do dużego spadku produkcji i zysków z miejscowego kopalnictwa doszło już przed 1563. 

## Poszukiwania
W XXI w. podjęto próby dotarcia Sztolnią Górną do podszybia starego Złotego Osła. W 2008 Kopalnia Złota w Złotym Stoku zainicjowała odgruzowanie zawaliska w rejonie podszybia, jednak ze względu na trudne warunki pracy w następnym roku zakończono prace bez sukcesu. W 2021 zaczęto przygotowania do dotarcia do podszybia z drugiej strony sztolni, od jej wylotu, miejsce którego rozpoznano na mapie z 1829. Akcja poszukiwawcza w 2023, z której powstała relacja Telewizji Polskiej, nie przyniosła znalezienia wlotu szybu.